# La Rose, Illinois
La Rose là một làng thuộc quận Marshall, tiểu bang Illinois, Hoa Kỳ. Năm 2010, dân số của làng này là 144 người.

## Dân số
Dân số qua các năm:
- Năm 2000: 159 người.
- Năm 2010: 144 người.